# Заброневая контузионная травма
Заброневая контузионная травма, тупая контузионная травма или запреградная травма — поражение внешних покровов и внутренних органов человека, произошедшее в результате непробития пулей или другими видами поражающих элементов оружия средств индивидуального защитного снаряжения (бронежилета, каски и т. п.) В ряде ранних исследований этого явления использовался также термин «локальная контузионная травма», в медицинской практике продолжает применяться выражение «ушиб грудной клетки».
Отмечается, что все виды заброневого воздействия являются следствием передачи бронеэлементу импульса и кинетической энергии пули, которые, в свою очередь, приводят к нагрузке тела ударной волной, локальному удару смещённым бронеэлементом с образованием в нём деформационного купола (выпучины) и ускорению тела человека или отдельных его частей, принявших на себя ударное воздействие пули или осколка.
Степень тяжести заброневой контузионной травмы определяется пиковыми величинами нагрузки, её продолжительности и точкой приложения. Российскиe стандарты устанавливают четыре степени тяжести такой травмы, начиная с самой лёгкой I до крайне тяжёлой (летальной) IV, при этом национальный ГОСТ 50744-95 на защитную экипировку допускает заброневую контузионную травму не выше II (или средней) степени тяжести. Типичной симптоматикой такой травмы считаются очаговые внутримышечные кровоизлияния, ушибленные раны, единичные очаговые кровоизлияния в брыжейку кишечника, множественные субплевральные кровоизлияния, которые приводят к:
- полной потере боеспособности не более, чем на 3—5 минут из-за кратковременного болевого шока,
- ограниченной боеспособности на срок до 10 суток,
- полному восстановлению через 15—20 суток.

В числе признаков тяжёлой травмы (III степени) перечисляют открытые и закрытые переломы рёбер и отростков позвонков, разрывы плевры, кровоизлияния в паренхиму лёгких, сердца и другие серьёзные повреждения внутренних органов. В соответствии с ГОСТом 50744-95 такой уровень травматизма рассматривается как неприемлемый.